# Em cinzento (Kandinsky)
Em cinzento (em alemão: Im Grau) é uma pintura a óleo sobre tela realizada pelo artista russo Wassily Kandinsky em 1919. Depois da declaração de guerra da Alemanha à Rússia, em 1914, Kandinsky regressou ao seu país. Entre 1917, data da Revolução russa, e 1919, Kandinsky não criou nenhuma pintura pois estava sem meios financeiros, e estava ocupado com a catalogação de obras de arte do regime bolchevique. Quando voltou a pintar, os seus trabalhos apresentam uma simplificação da forma e uma estrutura mais compreensível. Em cinzento é uma pintura dominada por cores, e pode observar-se que as formas apresentam os seus limites mais definidos, a caminhar para o geométrico. Estas novas representações poderão representar uma resposta à avant-garde  de artistas russos como Kazimir Malevich e Alexander Rodchenko. Sobre esta pintura, Kandinsky escreveu: "Em cinzento é a conclusão do meu período 'dramático', ou seja, da grande acumulação de tantas formas", 4 de Julho de 1936.